# 紫堂るい
紫堂 るい（しどう るい、1999年〈平成11年〉5月29日 - ）は、日本のAV女優。リスタープロ所属。8歳から流川 ゆうり（るかわ ゆうり）名義で子役として活動し、2023年に24歳で紫藤 るい（しどう るい）名義でグラビアアイドルとしてデビュー。2025年に現名義でAV女優デビュー。

## 略歴
8歳の時にスカウトされ子役として活動を始め、11歳だった2010年からNHK Eテレの教育番組『ヒミツのちからんど』にレギュラー出演。
この間、チャームキッズ→ストライク→チャームとグループ内を移籍している。
大学受験を前に学業優先のため、芸能活動を引退。進学後は受験時に世話になった学習塾で講師をしていたが、勉強が手につかない男子生徒がいるとの声をもらい、バストサイズがIカップであると改めて認識する。
2023年11月、講談社『FRIDAY』にて水着グラビアデビュー。この仕事をもって紫藤るいに芸名を改め、芸能活動を再開する。
2024年11月、講談社『FRIDAY』にて翌年1月31日に1stセミヌード写真集『Purpura』を同社より発売することを発表。2025年3月には初のイメージビデオを発売した。
2025年5月2日、芸名を紫堂るいに改めること、AV女優に転身し、6月にAVメーカー・MUTEKIよりデビューすることを発表。AVデビュー作『Flowing river 紫堂るい』は予約段階の4月28日週FANZA通販フロアランキングにおいてDVD版が初登場4位。Blu-ray版が初登場1位を記録した。同年FANZA通販フロア5月度月間AV女優ランキング4位となる。
同年5月26日週FANZA動画フロアランキングにおいて、同作が初登場1位となった。
2025年6月26日、講談社から紫堂るい名義では初、そして人生初のヘアヌード写真集『白雨』（はくう）を発売。タイトルは夕立を意味している。
同年8月発売作品よりエスワン専属女優となる。同年6月30日週FANZA通販フロアランキングにて、『元子役グラドル芸能人 専属NO.1 STYLE 紫堂るいエスワンデビュー』が初登場4位となる。同年7月7日週FANZA通販フロアランキングでも5位ランクイン。
同年8月4日週FANZA通販フロアランキングにて、『エスワン第二章 元子役グラドル紫堂るいが普通のSEXでは満足できなくなった理由…』が初登場5位を記録。

## 出演

### テレビ
流川ゆうり 名義
- 極上!!めちゃモテ委員長（2009年4月 - 不明、テレビ東京）
- ヒミツのちからんど（2010年4月 - 不明、NHK Eテレ） - レギュラー[22]

## 作品

### アダルトビデオ
紫堂るい 名義
- Flowing river（6月3日、MUTEKI）
- 元子役グラドル芸能人 専属NO.1 STYLE 紫堂るいエスワンデビュー（8月12日、エスワン）

### イメージビデオ
紫藤るい 名義
※太字タイトルはBD版同時発売
- 1st Impact キミに決めた（2025年3月25日、エアーコントロール）[9]

## 書籍

### 写真集
紫藤るい 名義
- Purpura（2025年1月31日、講談社、撮影：唐木貴央）ISBN 978-4065382790[23]

紫堂るい 名義
- 白雨（2025年6月26日、講談社、撮影：西田幸樹）ISBN 978-4065394830[24][25]

### デジタル写真集
紫藤るい 名義
- たわわなIカップ姫♡ vol.1･2（2024年2月16日、講談社［FRIDAYデジタル写真集］、撮影：唐木貴央）[26][27]
- NEXT推しガール！ 1･2･3･4（2024年3月8日、講談社［ヤンマガデジタル写真集］、撮影：山口京和）[28][29][30][31]
- 【140P完全版】 NEXT推しガール！ 1〜4（2024年3月8日、講談社［ヤンマガデジタル写真集］、撮影：山口京和）[32]
- Healing（2024年4月2日、双葉社［漫画アクションデジタル写真集］、撮影：小塚毅之）[33]
- ふんわり育ったよ（2024年6月7日、講談社［週刊現代デジタル写真集］、撮影：西條彰仁）[34]
- せんせい、あのね。（2024年8月5日、集英社［週プレ PHOTO BOOK］、撮影：鈴木大喜）[35]
- ヤンマガアザーっす！＜YM2024年29号未公開カット＞（2024年8月16日、講談社［ヤンマガデジタル写真集］、撮影：佐藤裕之）[36]
- いけない関係（2024年8月23日、扶桑社［SPA!デジタル写真集］、撮影：山口京和）
- Iの旋律（2024年9月4日、白夜書房［BUBKAデジタル写真集］、撮影：小塚毅之）[37]
- かの日、かのとき。（2024年9月30日、KADOKAWA［Gテレデジタル！］）[38]
- 週刊GIRLS-PEDIA 096（2025年1月1日、KADOKAWA）[39]
- Real≧Unreal ―リアルとアンリアル―（2025年4月30日、双葉社、撮影：comeme.）[40]
- Unreal≧Real ―アンリアルとリアル―（2025年4月30日、双葉社、撮影：comeme.）[41]

### 雑誌
流川ゆうり 名義
- 小学4年生モデルオーディショングランプリ（小学館）[3][22]
- キャラぱふぇ（アスキーメディアワークス）

## 音楽
未CD化楽曲
- パンパカパンツのえ日記のうた（2009年、SBS静岡放送）歌：ストーブ楽団※コーラスとして小宮りりか、山口えいみ、星れいらとともに参加[42]。
- 豆とら☆トラトラトラ/おでかけ（2010年、配信のみ）※豆とら（流川ゆうり、星れいら、小宮りりか、山口えいみ）名義